# Alice (álbum)
Alice es el decimoquinto álbum de estudio del músico estadounidense Tom Waits, publicado en 2002 por el sello ANTI-.
El álbum contiene la mayoría de las canciones compuestas por Waits para la obra teatral Alice. La adaptación teatral de la historia de Lewis Carroll fue dirigida por Robert Wilson, con quien Waits trabajó previamente en la obra The Black Rider, y estrenada en el Thalia Theatre de Hamburgo, Alemania en 1992. Desde su estreno, la adaptación teatral de Alice fue interpretada en varios teatros a lo largo del mundo.
Alice fue copublicado con Blood Money, que incluye canciones de la adaptación teatral hecha por Robert Wilson de Woyzeck. El álbum se alzó hasta la posición 2 en la lista de los 30 mejores álbumes de 2002 en la web Metacritic.

## Lista de canciones
Todos los temas compuestos por Tom Waits y Kathleen Brennan.
1. "Alice" – 4:28
  - Tom Waits: voz y piano
  - Eric Perney: bajo
  - Colin Stetson: saxofón
  - Gino Robair: batería
  - Ara Anderson: trompeta
2. "Everything You Can Think" – 3:10
  - Tom Waits: voz, melotrón y chamberlin
  - Larry Taylor: bajo
  - Matt Brubeck: chelo
  - Bent Clausen: campanillas suizas
  - Bebe Risenfors: violinofón
  - Nik Phelps: corno francés y trompeta
3. "Flower's Grave" – 3:28
  - Tom Waits: voz, piano y pump organ
  - Larry Taylor: bajo
  - Matt Brubeck: chelo
  - Dawn Harms: violín
  - Bebe Risenfors: viola y clarinete
4. "No One Knows I'm Gone"– 1:42
  - Tom Waits: voz y pump organ
  - Larry Taylor: bajo
  - Matt Brubeck: chelo
  - Dawn Harms: violinofón y violín
  - Bebe Risenfors: viola
5. "Kommienezuspadt"– 3:10
  - Tom Waits: voz y stomp
  - Larry Taylor: bajo, guitarra acústica y percusión
  - Andrew Borger: contenedor de aceite y percusión
  - Matt Brubeck: chelo
  - Bebe Risenfors:  baby bass, marimba, clarinete bajo y percusión
  - Colin Stetson: saxofón barítono
6. "Poor Edward" – 3:42
  - Tom Waits: voz y piano
  - Larry Taylor: bajo
  - Matt Brubeck: chelo
  - Dawn Harms: violinofón
  - Bebe Risenfors: viola
7. "Table Top Joe"– 4:14
  - Tom Waits: voz y pump organ
  - Larry Taylor: bajo y guitarra acústica
  - Stewart Copeland: trap kit
  - Bent Clausen: piano
  - Joe Gore: guitarra eléctrica
  - Bebe Risenfors: baby bass
8. "Lost in the Harbour" – 3:45
  - Tom Waits: voz y pump organ
  - Larry Taylor: bajo
  - Matt Brubeck: chelo
  - Dawn Harms: violinofón
  - Bebe Risenfors: violín
  - Carla Kihlstedt: violín
9. "We're All Mad Here" – 2:31
  - Tom Waits: voz, piano y violín circular
  - Matthew Sperry: bajo
  - Gino Robair: percusión
  - Colin Stetson: clarinete bajo
  - Carla Kihlstedt: violín
10. "Watch Her Disappear" – 2:33
  - Tom Waits: voz y pump organ
  - Dawn Harms: violín
  - Matt Brubeck: chelo
11. "Reeperbahn" – 4:02
  - Tom Waits: voz, piano y chamberlin
  - Matthew Sperry: bajo
  - Gino Robair: percusión
  - Carla Kihlstedt: violín
  - Colin Stetson: clarinete bajo
  - Ara Anderson: bombardino barítono
  - Myles Boisen: banjo
12. "I'm Still Here" - 1:49
  - Tom Waits: voz y piano
  - Dawn Harms: violín
  - Matt Brubeck: chelo
  - Colin Stetson: clarinete
13. "Fish & Bird"– 3:59
  - Tom Waits: voz, piano, glockenspiel y pump organ
  - Larry Taylor: bajo
  - Matt Brubeck: chelo
  - Bebe Risenfors: clarinete
  - Ara Anderson: trompeta y bombardino barítono
  - Dawn Harms: violín y violinofón
14. "Barcarolle" – 3:59
  - Tom Waits: voz, piano, chamberlin, vibráfono y platillos
  - Matthew Sperry: bajo
  - Matt Brubeck: bajo
  - Colin Stetson: saxofón
  - Bent Clausen: piano
  - Dawn Harms: violín
15. "Fawn" – 1:43 (Instrumental)
  - Tom Waits: piano
  - Matthew Sperry: bajo
  - Gino Robair: marimba
  - Colin Stetson: clarinete bajo
  - Carla Kihlstedt: violín

## Listas de éxitos
| Lista          | Posición más alta |
| -------------- | ----------------- |
| Suiza          | 24                |
| Austria        | 3                 |
| Francia        | 27                |
| Suecia         | 13                |
| Finlandia      | 27                |
| Noruega        | 3                 |
| Dinamarca      | 3                 |
| Italia         | 5                 |
| Reino Unido    | 20                |
| Estados Unidos | 33                |